# Vanadyl triiodide
Vanadyl triiodide là một hợp chất vô cơ có công thức hóa học VOI3. Hợp chất này thường chỉ được biết đến dưới thể khí, có màu hồng.

## Điều chế
VOI3 có thể được điều chế bằng cách cho VOCl3 tác dụng với KI ở 550 °C (1.022 °F; 823 K):
VOCl3 + 3KI  → 3KCl  + VOI3↑
Việc tạo ra VOI3 tinh khiết gặp rất nhiều khó khăn do iod dễ thăng hoa ở nhiệt độ khi KI được nung nóng.

## Tính chất
VOI3 là một chất khí, có màu hồng.

### Phổ hồng ngoại và cấu hình PR
VOI3 có tâm của phổ hồng ngoại là 1025 ± 1 cm−1, khi đó liên kết O=V kéo dài ra. Dựa vào cấu hình PR của hợp chất, có thể dự đoán rằng trong quá trình phản ứng, VOCl2I và VOClI2 được hình thành trước khi VOI3 được tạo ra. Theo đó, có khả năng VOI3 còn lẫn tạp chất là VOCl3.

### Tính ổn định và sự tồn tại
VOI3 chắc chắn là vanadyl trihalogenide kém ổn định nhất. Dù đã có thí nghiệm liên quan đến hợp chất này; tuy nhiên, với các tài liệu hiện nay, VOI3 vẫn chưa có một sự chắc chắn về khả năng tồn tại của nó.

## Cấu trúc
Bằng phương pháp Hartree–Fock và lý thuyết phiếm hàm mật độ, cấu trúc của VOI3 đã được xác định, và cấu trúc này giống với VOF3, VOCl3 và VOBr3. Độ dài liên kết V=O là 1,574–1,59 Å, của V–I là 2,332–2,47 Å. Góc liên kết O=V–I là 108,3°, của I–V–I là 110,6–111°.

## Ứng dụng
VOI3 được sử dụng trong:
- Polymer hóa olefin và ethylen;[6]
- Làm chất xúc tác trong quá trình sản xuất carbamat thơm[7] và copolymer xen kẽ của đien liên hợp và monomer vinyl phân cực liên hợp;[8]
- Sản xuất phân tử vanadosilicat;[9]
- Sản xuất polymer hydride mở vòng.[10]